# Ana María Bocio
Ana María Bocio, apodada Manucha (provincia de Córdoba, 19 de diciembre de 1943
 - Madrid, 6 de enero de 2016), fue una tenista argentina de la década de 1960. Fue una de las primeras tenistas cordobesas en trascender fuera de Argentina. Su mejor temporada fue en 1964, año en el que representó a su país junto a Norma Baylon en la Fed Cup y disputó Roland Garros.
Se mantuvo entre las mejores 10 de Argentina entre 1959 y 1967, siendo su mejor posición cuarta en 1967.
Fue antecesora de otras tenistas cordobesas que destacarían internacionalmente en la década de 1970: Ivanna Madruga, Liliana Giussani y Sandra López Banus.
Fue ganadora del Campeonato Argentino de Tenis en la edición de 1961, tras derrotar en la final a Graciela Lombardi por 6-1 y 6-2.
Fue asimismo finalista en una edición en la modalidad de dobles femenino del Campeonato del Río de la Plata:
- En 1967, junto a Mabel Bove, perdieron ante Norma Baylon y Carole Caldwell de Graebner por 6-0 y 6-3.[6]

En dobles mixtos del mismo torneo, fue también finalista en una oportunidad:
- En 1963, junto a Jorge Beinet, perdieron ante Mabel Bove y Roberto Aubone por 6-2 y 6-2.[6]

Falleció en Madrid el 6 de enero de 2016.